# Municipio de Darling
El municipio de Darling (en inglés: Darling Township) es un municipio ubicado en el condado de Morrison en el estado estadounidense de Minnesota. En el año 2010 tenía una población de 535 habitantes y una densidad poblacional de 6,04 personas por km².

## Geografía
El municipio de Darling se encuentra ubicado en las coordenadas 46°3′24″N 94°26′31″O / 46.05667, -94.44194. Según la Oficina del Censo de los Estados Unidos, el municipio tiene una superficie total de 88.58 km², de la cual 87,89 km² corresponden a tierra firme y (0,78 %) 0,69 km² es agua.

## Demografía
Según el censo de 2010, había 535 personas residiendo en el municipio de Darling. La densidad de población era de 6,04 hab./km². De los 535 habitantes, el municipio de Darling estaba compuesto por el 98,69 % blancos, el 0,19 % eran asiáticos, el 0,19 % eran de otras razas y el 0,93 % eran de una mezcla de razas. Del total de la población el 0,93 % eran hispanos o latinos de cualquier raza.